# Queen (album)
Queen este primul album al formației Queen, lansat în anul 1973. 
Albumul a fost înregistrat între iunie și noiembrie 1972, la Trident Studios, fiind lansat la 13 iulie 1973 în Marea Britanie și la 4 septembrie 1973 în Statele Unite. 

## Track listing
- Partea 1:

1. (ajutor·info)Keep Yourself Alive - (May) – 3:46 *
2. Doing All Right - (May și Staffell) – 4:09
3. Great King Rat - (Mercury) – 5:41
4. My Fairy King - (Mercury) – 4:08

- Partea 2:

1. (ajutor·info)Liar - (Mercury) – 6:26 *
2. The Night Comes Down - (May) – 4:23
3. Modern Times Rock 'n' Roll - (Taylor) – 1:48
4. Son and Daughter - (May) – 3:21
5. Jesus - (Mercury) – 3:44
6. Seven Seas Of Rhye... [instrumental] - (Mercury) – 1:15

## Personal
- Freddie Mercury - voce și voce de acompaniament, pian, organ electric, tamburină
- Brian May - chitară electrică, chitară acustică, voce de acompaniament, pian la "Doin' All Right"
- John Deacon - chitară bas
- Roger Taylor - tobe, percuție, voce de acompaniament, voce la "Modern Times Rock 'n' Roll"
- John Anthony - producător, voce de acompaniament la "Modern Times Rock 'n' Roll"
- Roy Thomas Baker - producător, inginer de sunet
- Mike Stone - inginer de sunet
- Ted Sharpe - inginer de sunet